# Comuna Stare, Borîspil
Stare (în ucraineană Старе) este o comună în raionul Borîspil, regiunea Kiev, Ucraina, formată din satele Stare (reședința) și Vasîlkî.

## Demografie
Componența lingvistică a comunei Stare
     Ucraineană (96,64%)
     Rusă (3,05%)
     Alte limbi (0,15%)
Conform recensământului din 2001, majoritatea populației comunei Stare era vorbitoare de ucraineană (96,64%), existând în minoritate și vorbitori de rusă (3,05%).